# SPEEDLAND -The Premium Best Re Tracks-
《SPEEDLAND -The Premium Best Re Tracks-》，是日本女子樂團SPEED的第4張精選輯。2009年8月5日發行。是SPEED在2008年完全復活之後的首張大碟。一般通稱「SPEEDLAND」。分為CD和CD+DVD兩種版本。
這張精選輯收錄了SPEED大部分經典歌曲，而且收錄歌曲全部經過重新的演繹和製作。
在Oricon週榜最高排行第2位；在榜期間銷量為66萬張。獲得日本唱片業協會的金唱片認證。2009年底，SPEED憑此獲得第51回日本唱片大賞的「企劃賞」。

## 收錄曲目

### CD
1. Long Way Home
（作詞]]、作曲：伊秩弘將；編曲：Gajin）
2. 明日的天空
（作詞、作曲：伊秩弘將；編曲：U-Key zone）
3. Body & Soul
（作詞、作曲：伊秩弘將；編曲：水島康貴）
4. STEADY
（作詞、作曲：伊秩弘將；編曲：水島康貴）
5. Wake Me Up!
（作詞、作曲：伊秩弘將；編曲：RAM RIDER）
6. ALIVE
（作詞、作曲：伊秩弘將；編曲：水島康貴）
7. White Love
（作詞、作曲：伊秩弘將；編曲：水島康貴）
8. Snow Kiss
（作詞、作曲：伊秩弘將；編曲：佐久間誠）
9. Breakin' out to the morning
（作詞、作曲：伊秩弘將；編曲：佐久間誠）
10. 熱帶夜
（作詞、作曲：伊秩弘將；編曲：水島康貴）
11. ALL MY TRUE LOVE
（作詞、作曲：伊秩弘將；編曲：水島康貴）
12. Precious Time
（作詞、作曲：伊秩弘將；編曲：水島康貴）
13. Go! Go! Heaven
（作詞、作曲：伊秩弘將；編曲：水島康貴）
14. my graduation
（作詞、作曲：伊秩弘將；編曲：水島康貴）

### DVD
1. Wake Me Up!　music clip
2. 熱帶夜　music clip
3. 明日的天空　music clip
4. Wake Me Up!　music clip making
5. SPEED的「愛笑瑜珈講座」
6. 熱帶夜　music clip making
7. 攝影師繪理子的「攝影棚探訪」

## 外部連結
- SPEEDLAND -The Premium Best Re Tracks-（CD+DVD）
- SPEEDLAND -The Premium Best Re Tracks-（CD only）